# Pyrotheriidae
Die Pyrotheriidae sind eine Gruppe ausgestorbener Säugetiere, die im Eozän und Oligozän in Südamerika lebten und gewisse Ähnlichkeiten mit den Elefanten aufwiesen. Sie waren aber mit diesen nicht verwandt, sondern werden zu den Südamerikanischen Huftieren gerechnet.

## Merkmale
Pyrotheriiden waren massiv gebaute Tiere mit säulenartigen Beinen und kurzen, breiten Zehen. Der Kopf saß auf einem kurzen Hals und wies wahrscheinlich einen kurzen Rüssel auf. Die Schneidezähne (vier obere und zwei untere) waren stoßzahnartig ausgeprägt und ragten nach vorne, die Backenzähne waren sehr breit und für Pflanzennahrung ausgerichtet.
Pyrotherium, der bekannteste Vertreter dieser Gattung, lebte im unteren Oligozän und erreichte eine Länge von 3 Metern und eine Schulterhöhe von 1,5 Metern. Sein Name, der übersetzt „Feuertier“ bedeutet, stammt daher, dass man die ersten Fossilien in Ablagerungen vulkanischer Asche fand. Andere Gattungen der Pyrotheria waren Propyrotherium, Carlozittelia und Griphodon.

## Innere Systematik
Verglichen mit anderen Ordnungen der Südamerikanischen Huftiere waren die Pyrotheriidae relativ artenarm und lebten auch nur in einem relativ kurzen Zeitabschnitt. Sie sind vermutlich eng mit den Xenungulata, einer anderen Ordnung dieser Gruppe verwandt oder haben sich sogar aus ihnen entwickelt.
Die Innere Systematik nach McKenna & Bell:
- Ordnung Pyrotheria Ameghino, 1895

- Familie Pyrotheriidae Ameghino, 1889

- Proticia Patterson, 1977
- Griphodon Anthony, 1924
- Carolozittelia Ameghino, 1901
- Colombitherium Hoffstetter, 1970
- Berracotherium  Fernández, Zimicz, Bond, Chornogubsky, Muñoz & Fernicola, 2023
- Propyrotherium Ameghino, 1901
- Pyrotherium Ameghino, 1888

Vor allem das Einbeziehen von Proticia und Colombitherium in die Pyrotheria wird aufgrund des spärlichen Fundmaterials und teils abweichender Zahngestaltung als kritisch angesehen.